# Ölsäuremethylester
Ölsäuremethylester ist eine chemische Verbindung aus der Gruppe der Fettsäureester, genauer der Ester der Ölsäure.

## Vorkommen
Ölsäuremethylester ist einer der Bestandteile von Biodiesel.

## Gewinnung und Darstellung
Ölsäuremethylester ist eines der Produkte der Umesterung von Triolein mit Methanol in Gegenwart von Kaliumcarbonat. Sie kann auch durch Veresterung von Ölsäure gewonnen werden.

## Eigenschaften
Ölsäuremethylester ist eine brennbare, schwer entzündbare, lichtempfindliche, farblose Flüssigkeit mit charakteristischem Geruch, die praktisch unlöslich in Wasser ist. Der Flammpunkt liegt bei 113 °C.

## Verwendung
Ölsäuremethylester wurde verwendet, um das katalytische Potenzial von Molybdän(VI)-oxid/Bipyridindicarboxylat-Hybridmaterial zu untersuchen. Es wird auch als chromatographischer Referenzstandard in der biochemischen Forschung eingesetzt und dient als Zwischenprodukt für Waschmittel, Emulgatoren, Netzmittel, Stabilisatoren, Textilbehandlungen, Weichmacher zum Vervielfältigen von Druckfarben, Gummi und Wachsen. Es findet auch Anwendung für Schmierstoffe und Schmierstoffadditive.